# 井出丸山古墳
井出丸山古墳（いでまるやまこふん）は、静岡県沼津市井出丸山地先にある円墳である。

## 概要
井出丸山古墳は茶園の改良工事の際に発見された。復元はされず発掘調査時の状態で残されている。出土した耳環から、被葬者は少なくても3名で1回、ないしは2回追葬されたと推定されており、追葬された場合の築造年代は6世紀中葉、追葬がされていない場合は、6世紀末の築造と推定されている。

## 発掘の経緯
土地の所有者が元々この古墳の存在を知っており、茶園改良のためのこの土地の工事を考えていた。そのため、1992年（平成4年）3月に沼津市教育委員会と協議をした結果、発掘調査が行われた。当時は、既に所有者が地表から1メートルほど削平した状態であったため盛土が薄く、すぐ石室が検出された。
付近から石室の天井石と考えられる石や、裏こめ石と思われる河原石が発見された。1965年（昭和40年）頃、土地所有者の実弟が調査したところ、土器や斧、石鏃が出土したところから、縄文時代の遺物もあると推測された。1992年（平成4年）3月の試掘で古墳が1基であることが確認された。

## 規模

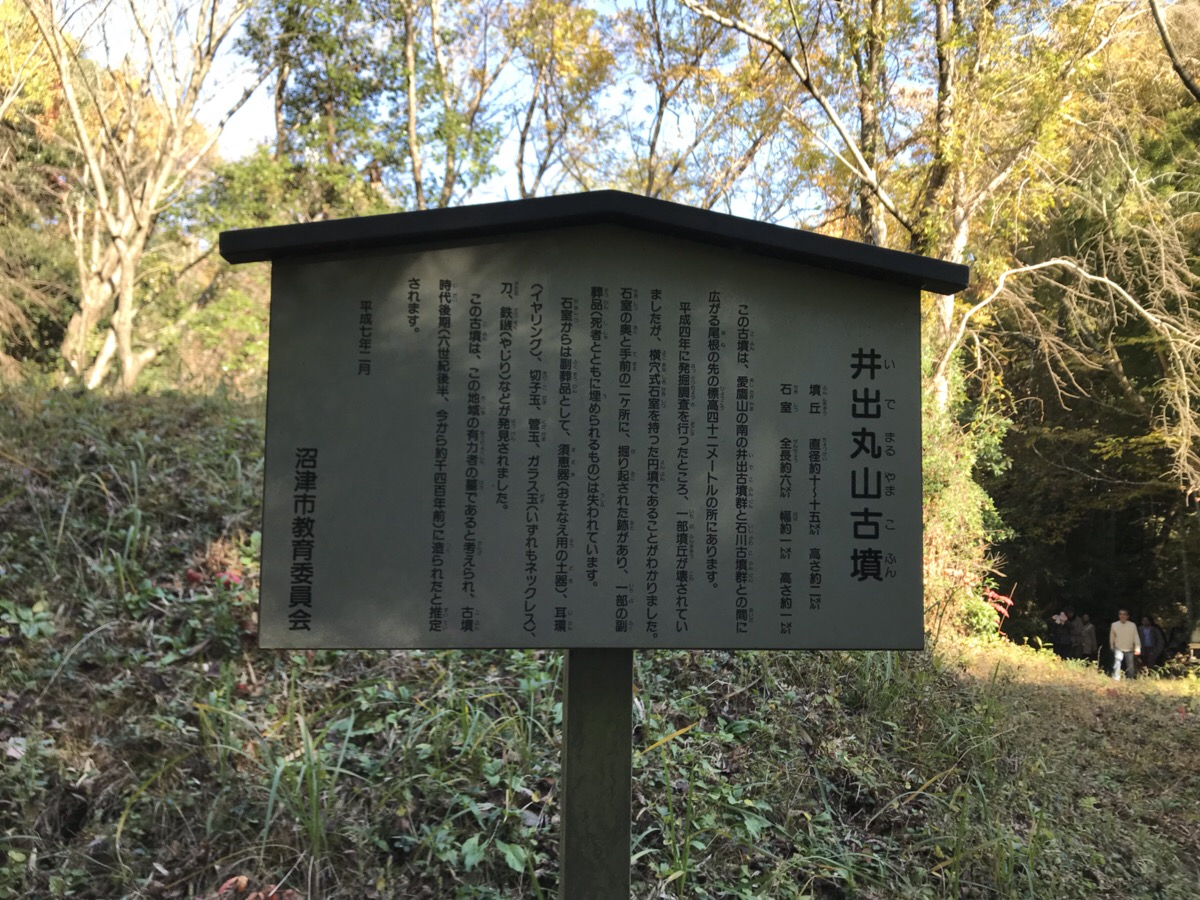
井出丸山古墳　案内看板

調査時点で削平を受けていた為、正確な大きさは不明。石室の位置から推測し、墳丘は直径15メートルほどと調査報告が上がっている。

## 石室
横穴式石室があり、は規模は下記の通り。
- 長さ約6メートル
- 幅約1メートル
- 高さ約1メートル

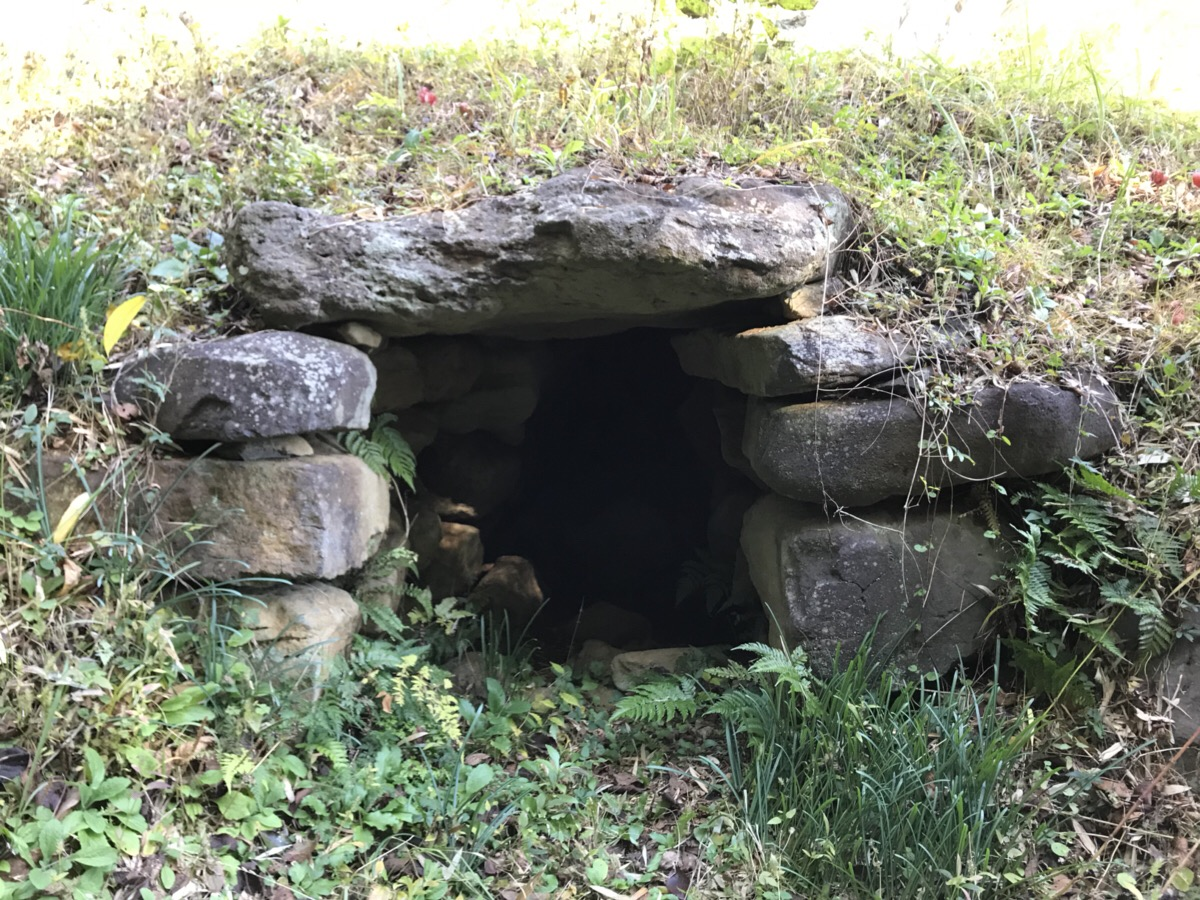
井出丸山古墳　石室

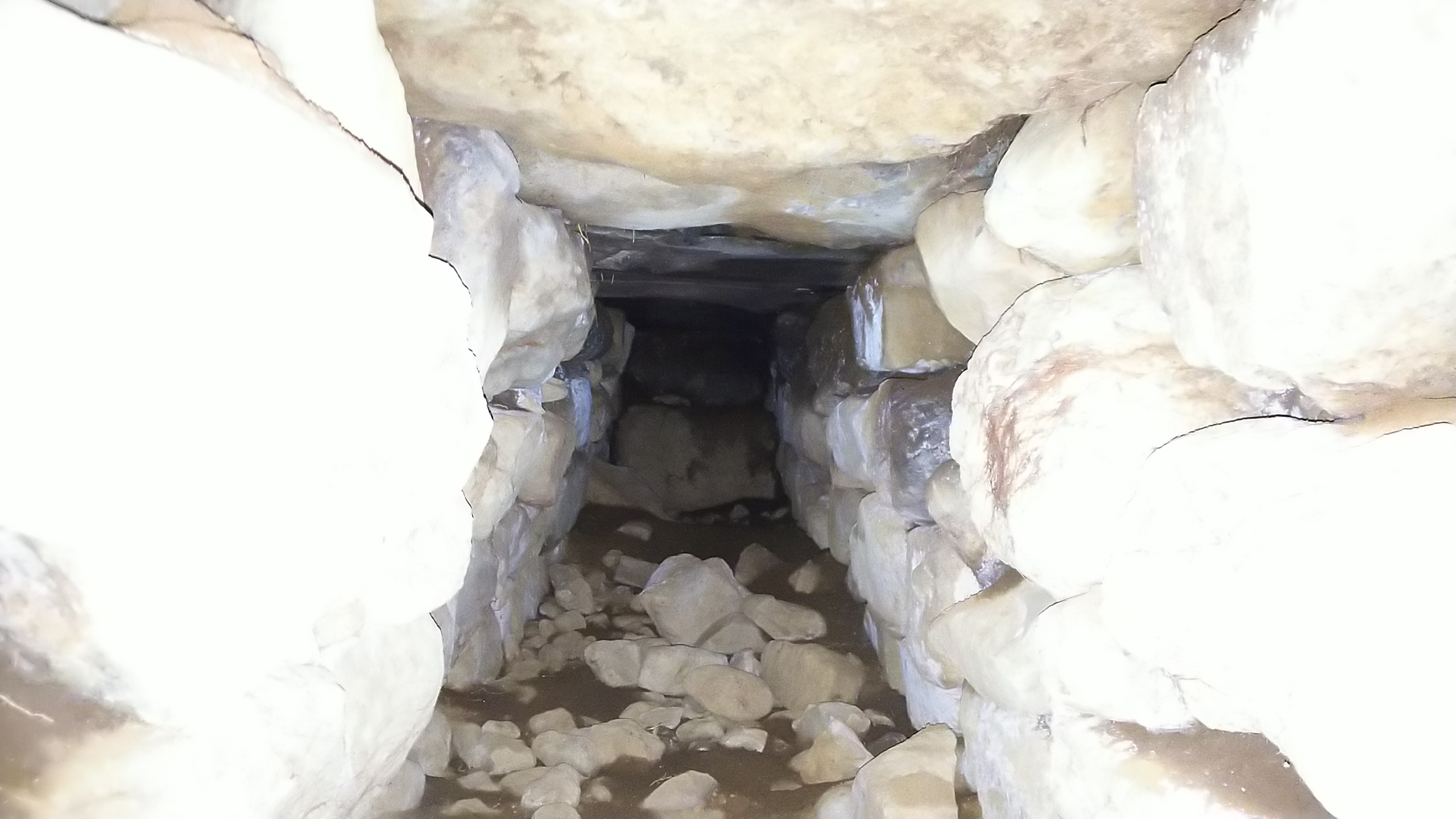
井手丸山古墳石室内

天井石は付近に置かれてたが、部分的に石室上に残っている。入口には、閉そく石が詰められていた。奥壁は、2枚の岩を小口に合わせて積み重ねている。側壁は、3から4段積まれており、西側がやや広い。石室閉塞部の前方に墓道があり、長さ4メートル、幅1メートルである。石室床石に続くものではなく、石室閉塞部に水平に近い状態であるが、現在では確認することが難しい状態である。

## 出土品
石室の表面には縄文時代早期の山形押型文土器片、須恵器甕破片、黒曜石片が飾られていた。石室の中から以下のものが出土している。

### 耳環
6個3セットが出土した。
- 長径約2.7センチメートル　短径約2.4センチメートル 銅芯の太さ約0.5センチメートル 重さ約10グラム[6]
- 長径約3.3センチメートル 短径約2.9センチメートル 銅芯の太さ約0.8センチメートル 重さ約26グラム[6]
- 長径約3.5センチメートル 短径約3.1センチメートル 銅芯の太さ約0.9センチメートル 重さ約33グラム[7]

### 管玉
碧玉製2個出土した。
- 長さ約2.49センチメートル　径約0.91センチメートル　重さ約3.93グラム　片側穿孔約0.22センチメートル
- 長さ約2.37センチメートル　径約0.75センチメートル　重さ約2.34グラム　片側穿孔約0.28センチメートル

### 切子玉
水晶製が4個出土した。
- 長さ約1.18〜2.43センチメートル　径約1.16〜1.49センチメートル　重さ約2〜6.14グラム　片側穿孔径0.35〜0.39センチメートル[8]

### ガラス玉
青または緑色13個（小玉7点内1点は粉砕、臼玉4点、丸玉2点)出土した。
- 小玉　大きさ約0.22〜0.27センチメートル
- 臼玉　大きさ約0.3〜0.48センチメートル
- 丸玉　大きさ約0.31〜0.43センチメートル

### 有孔砥石状石製品
黄白色が1個出土した。
- 長さ約5.97センチメートル　幅約2.22センチメートル　厚さ約1.16センチメートル　重さ約24グラム　穿孔径約0.38センチメートル

### 須恵器
2点出土した。
- 坏蓋　黄灰色　口径約14.2センチメートル　器高約4.3センチメートル　焼き切れていない状態で石室内から発見されている。
- 坏身　明灰色　口径約12.9センチメートル　最大径15.2センチメートル　器高3.8センチメートル　外面底部は回転ヘラケズリにより平底となっている。

### 鉄刀、鉄鏃
- 鉄刀1振と鉄鏃1本は発掘時には確認されているが、調査終了後に紛失している。

## 現地情報
所在地
- 静岡県沼津市井出丸山地先

関連施設
- 沼津市文化財センター -井出丸山古墳出土品を保管

周辺
- 大泉寺 (沼津市)